# John Mayaka
John Mayaka (* 1948 in Nyamira County; † 23. Februar 2019 in Nyamira) war ein kenianischer Speerwerfer.
1973 gewann er Silber bei den Afrikaspielen in Lagos. Bei den British Commonwealth Games 1974 in Christchurch holte er Bronze mit dem Afrikarekord von 77,56 m.
1978 errang er Bronze bei den Afrikaspielen in Algier und wurde Achter bei den Commonwealth Games in Edmonton.